# Sommet entre les États-Unis et la Russie de 2025
Pour les articles homonymes, voir Sommet entre les États-Unis et la Russie.
 (15 août 2025).
Le sommet entre les États-Unis et la Russie de 2025 (également appelé Alaska 2025 ou sommet Trump - Poutine) est une réunion entre le président des États-Unis, Donald Trump, et le président de la fédération de Russie, Vladimir Poutine.
Le sommet a lieu le 15 août 2025, à la base interarmées Elmendorf-Richardson d'Anchorage, en Alaska, aux États-Unis.
Le principal sujet de discussion est la guerre en cours entre la Russie et l'Ukraine,.
C'est la première rencontre entre les deux chefs d'État depuis la réélection de Trump en 2024. Leur précédente rencontre avait eu lieu lors du sommet du G20 de 2019 à Osaka, au Japon.
Selon les analystes, le sommet est un succès pour Poutine, qui gagne du temps sans rien concéder tout en revenant en force sur la scène internationale, et un échec pour Trump, qui n'a obtenu aucun accord en faveur de la paix en Ukraine.

## Contexte

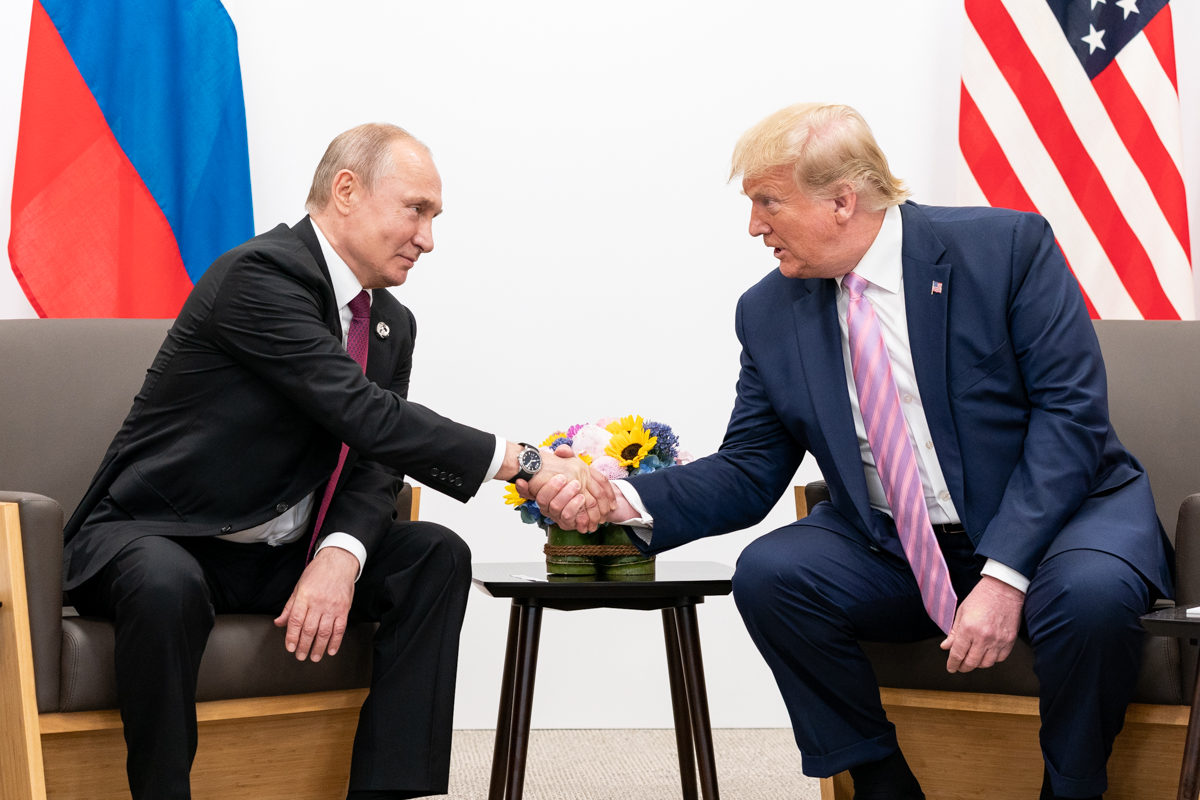
Le président américain Donald Trump et le président russe Vladimir Poutine au sommet du G20 à Osaka, au Japon, en juin 2019.

Lors de l'élection présidentielle américaine de 2024, Donald Trump avait promis de mettre fin à la guerre entre la Russie et l'Ukraine au plus vite, de préférence dès le premier jour de son mandat. Investi le 20 janvier 2025, il s'est entretenu téléphoniquement avec Poutine le 12 février, ce qui a donné le coup d'envoi des premières négociations de paix depuis 2022. Plus tard dans le mois, le secrétaire d'État américain Marco Rubio a rencontré le ministre russe des Affaires étrangères Sergueï Lavrov en Arabie saoudite, pays neutre qui accueillait Poutine.
Au cours de sa seconde présidence, Trump a échangé avec son homologue russe sur Truth Social, hormis les appels téléphoniques. Il a d'abord tendu la main, déclarant en janvier qu'il ne cherchait pas à nuire à la Russie. Trump a qualifié ces conversations téléphoniques de « constructives », mais au fil du temps, il a progressivement admis que Poutine faisait traîner les négociations. Le 23 juillet 2025, il a déclaré aux journalistes qu'il parlerait à Poutine, puis que son épouse lui annoncerait qu'une autre ville ukrainienne avait été bombardée.
Les publications de Donald Trump sur les réseaux sociaux sont devenues plus « émotionnelles », comme le Kremlin les a qualifiées. En plus d'avoir publié en lettres capitales « VLADIMIR, STOP ! », il qualifié à plusieurs reprises le conflit de « BAIN DE SANG ». En réponse à sa proposition, un conseiller du Kremlin a confirmé la tenue de futurs pourparlers, estimant que l'Alaska était « tout à fait logique » comme lieu de réunion.
Lors d'une réunion dans le bureau ovale avec le secrétaire général de l'OTAN Mark Rutte le 14 juillet 2025, Trump a annoncé que les États-Unis imposeraient des droits de douane de 100 % aux pays faisant des affaires avec la Russie si aucun accord de paix n'était conclu dans les cinquante jours. Lors d'une réunion avec le Premier ministre britannique, Keir Starmer, le 28 juillet, Trump a annoncé que le délai serait raccourci à dix ou douze jours en invoquant l'absence de progrès dans les négociations. L'envoyé spécial américain, Steve Witkoff, a rencontré Poutine à Moscou le 6 août, deux jours avant la date limite fixée. Après la réunion, Trump a déclaré qu'il y avait de « bonnes chances » qu'une rencontre avec Poutine ait lieu « très bientôt ». Cependant, la presse relève que Witkoff pourrait avoir été manipulé par les Russes et aurait été amené à faire un compte-rendu inexact de la situation, lequel aurait incité Trump à proposer de rencontrer Poutine, une hypothèse rejetée par la Maison-Blanche.

## Préparation du sommet
Trump avait déclaré le 7 août qu'il n'était pas nécessaire pour Poutine de rencontrer Volodymyr Zelensky, président de l'Ukraine. Il a également déclaré que les deux parties devront faire des concessions, mais une source du Kremlin a déclaré que la Russie pourrait arrêter la guerre si elle obtenait l'Ukraine orientale.
Le 8 août, le président Trump a annoncé sur son réseau social Truth Social qu'il prévoyait de rencontrer Poutine en Alaska. Le sherpa du Kremlin, Iouri Ouchakov, a confirmé plus tard la tenue des discussions, estimant que le choix de l'Alaska était « tout à fait logique ». 
Le 14 août, Ouchakov a annoncé que, du côté russe, la délégation comprendrait lui-même, le ministre des Affaires étrangères Sergueï Lavrov, le ministre de la Défense Andreï Belooussov, le ministre des Finances Anton Silouanov et l'envoyé spécial du président pour les investissements étrangers et la coopération économique Kirill Dmitriev. 
Avant le sommet, Poutine a suggéré que les négociations pourraient porter sur les traités sur les armes nucléaires, comme le renouvellement du traité New START qui expire en février 2026,.
Des manifestations pro-ukrainiennes et anti-Trump et anti-Poutine ont eu lieu en Alaska,. Le ministre russe des Affaires étrangères Lavrov est notamment arrivé à son hôtel vêtu avec ostentation d'un sweat-shirt rouge avec une large inscription СССР (URSS) en blanc. Pour le journal The Guardian, le port de ce vêtement est « un acte de trolling pas si subtil »,.

### Choix du lieu du sommet
Le sommet a lieu à la base interarmées Elmendorf–Richardson à Anchorage, la plus grande ville de l'Alaska. Ce choix a surpris les experts qui s'attendaient à un pays du Golfe où Poutine et Trump se sont rendus plusieurs fois.
Avant la rencontre, Donald Trump a déclaré qu'il « allait en Russie vendredi » et a même commis ce lapsus à plusieurs reprises. L'Alaska, jusqu'à son achat par les États-Unis en 1867, était un territoire russe.
Ce choix de l'Alaska n'apparaissait pas comme évident. Vladimir Poutine ne s'était pas rendu sur le sol américain depuis 2015 et il sera le premier dirigeant russe (même au temps où l'Alaska appartenait à l'Empire russe) à se rendre dans ce territoire. Mais ce déplacement offre toutes garanties de sécurité au président russe. Le vol a lieu à plus de 90 % au-dessus de la Russie et le reste dans l'espace aérien des États-Unis. Le lieu retenu est également une des bases militaires américaines les plus sécurisées et se trouve dans un État américain faiblement peuplé.
De surcroît, si Vladimir Poutine fait l'objet d'un mandat d'arrêt de la Cour pénale internationale, les États-Unis ne sont pas tenus de s'y conformer car ils n'ont pas ratifié le statut de Rome qui crée cette Cour ni ne se sont engagés à coopérer avec elle. 
L'importance historique de l'Alaska dans les relations entre les deux pays a également été soulignée, notamment l'ancienne colonisation russe, les communautés orthodoxes russes modernes et la position stratégique de l'État pendant la guerre froide.
L'Alaska se trouve enfin à égale distance de Washington et de Moscou soit environ huit heures de vol. 
Pour le chercheur Igor Delanoë, de l'Institut de relations internationales et stratégiques et directeur adjoint de l'Observatoire franco-russe ce choix aux antipodes de l'Ukraine et loin de l'Europe peut signifier que « Trump et Poutine vont s’entendre sur les intérêts des pays européens, mais sans eux. ».

## Délégations

### Délégation des États-Unis d'Amérique

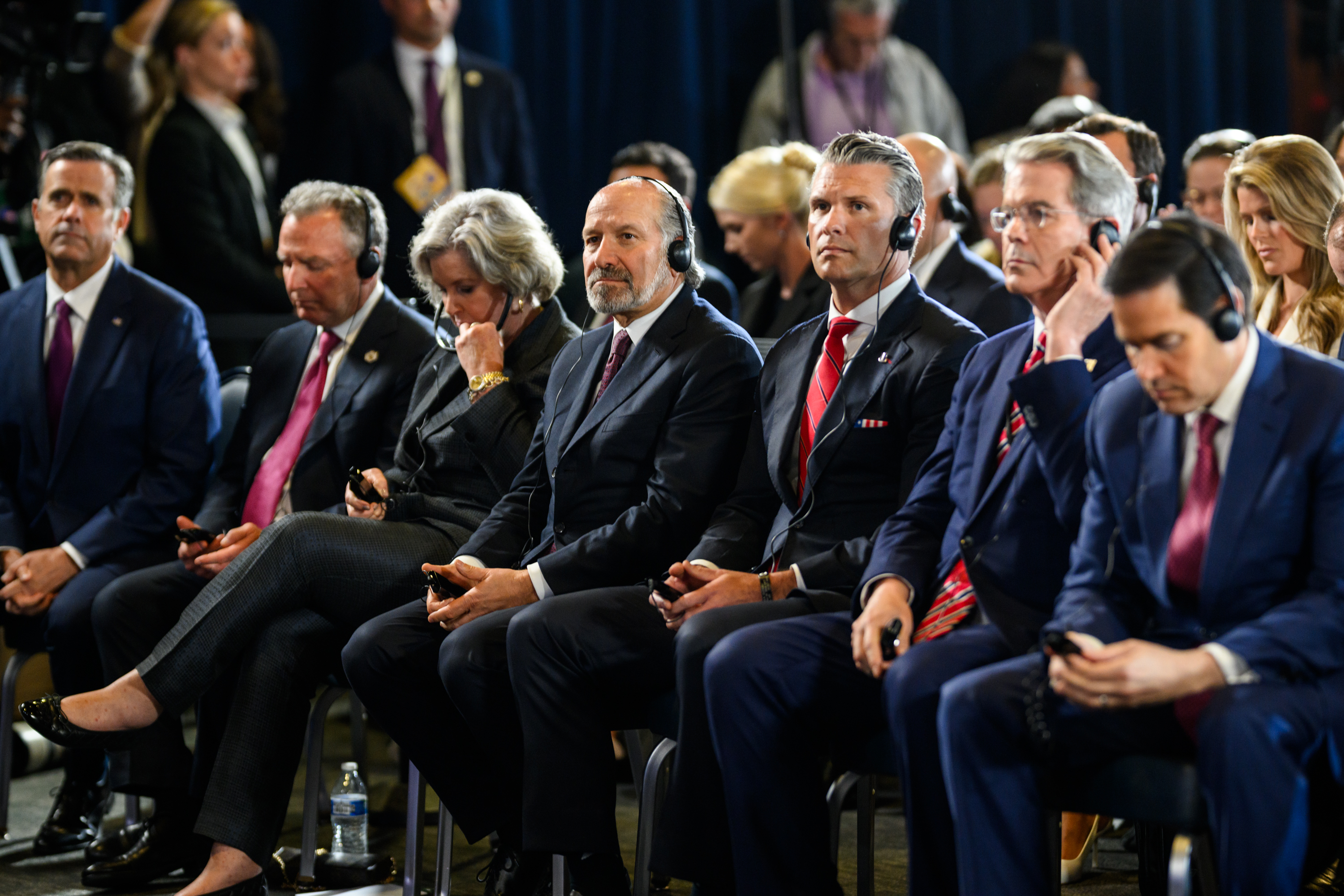
La délégation des États-Unis lors de la conférence de presse commune des deux chefs d'État

- le président des États-Unis, Donald Trump
- le secrétaire d'État des États-Unis, Marco Rubio
- le secrétaire à la Défense des États-Unis, Peter Hegseth
- le secrétaire au Trésor des États-Unis, Scott Bessent
- le secrétaire au Commerce des États-Unis, Howard Lutnick
- l'envoyé spécial du président des États-Unis, Steven Witkoff
- le directeur de la CIA, John Ratcliffe[26]
- la cheffe de cabinet du président des États-Unis, Susan Wiles
- le chef de cabinet  adjoint du président des États-Unis (en), Daniel Scavino[27]

### Délégation de la fédération de Russie
- le président de la fédération de Russie, Vladimir Poutine
- le ministre des Affaires étrangères de la fédération de Russie, Sergueï Lavrov
- le conseiller diplomatique du président de la fédération de Russie, Iouri Ouchakov
- le ministère de la Défense de la fédération de Russie, Andreï Belooussov
- le ministre des Finances de la fédération de Russie, Anton Silouanov
- le président du Fonds russe d'investissements directs, Kirill Dmitriev[28]

## Déroulement du sommet

### Arrivée des délégations

Le président russe débarquant de son avion officiel.

Le président Trump débarquant d'Air Force One.

Poutine et Trump se saluent à leur arrivée.

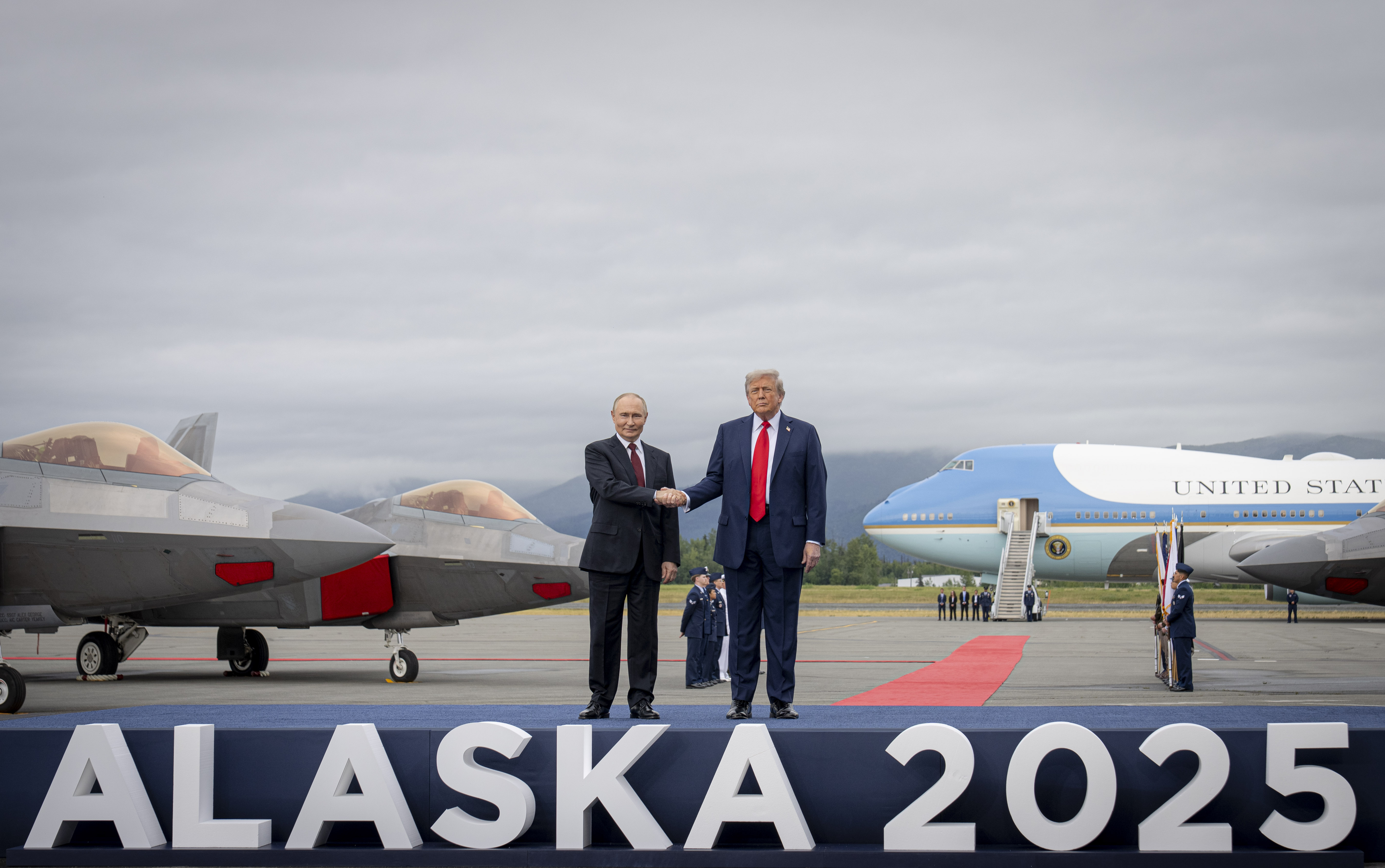
Les deux dirigeants sur l'estrade, avant la parade aérienne.

Sur le tarmac de la base interarmées Elmendorf-Richardson, un tapis rougeen forme de L a été déroulé pour que les dirigeants puissent rejoindre une estrade sur laquelle est inscrit « ALASKA 2025 ». De part et d'autre du tapis rouge, quatre avions de chasse F-22 Raptor sont alignés. L'avion du président Trump a atterri à 10 h 22 (heure locale). La porte-parole de la Maison-Blanche, Karoline Leavitt, a annoncé à l'atterrissage que la réunion ne serait plus un tête-à-tête entre Trump et Poutine, mais que deux autres membres de chaque délégation y prendraient part. Les deux présidents seront rejoints par le secrétaire d'État Marco Rubio et l'envoyé personnel de Trump Steve Witkoff pour la partie américaine et par le conseiller diplomatique de la présidence Iouri Ouchakov et le ministre des Affaires étrangères Sergueï Lavrov pour la partie russe.
L'avion du président Poutine s'est posé à 10h55 (heure locale). Les deux hommes sont sortis de leurs avions vers 11h08, et ont convergé à l'angle du L du tapis, Trump applaudissant Poutine alors que ce dernier s'approchait,(une séquence supprimée du montage vidéo officiel). Les deux dirigeants se sont serré la main sur le tapis rouge et ont posé sur l'estrade ALASKA 2025 pour les photographes de presse avant une nouvelle poignée de main. Ils sont ensuite montés à bord de la voiture présidentielle pour se rendre au lieu de la réunion. Poutine a dévoilé ultérieurement que ses premiers mots à Trump étaient « Good afternoon, dear neighbour, very good to see you in good health, and to see you alive. » (« Bonjour, cher voisin, je suis content de vous voir en bonne santé, et de vous voir en vie. »), en référence à la tentative d'assassinat contre son homologue lors de sa campagne présidentielle de 2024. Alors que les deux hommes se tenaient sur l'estrade, des avions de chasse F-22 de l'armée de l'air américaine et un bombardier furtif B-2 ont survolé la zone. Le président Trump a alors annoncé à son homologue en pointant le ciel « This is for you » (« C'est pour vous »).
Alors qu'ils quittent l'estrade, deux journalistes ont lancé plusieurs questions en anglais qui n'ont pas reçu de réponse, telles que « President Putin, will you agree to a ceasefire? » (« président Poutine, allez-vous accepter un cessez-le-feu ? »), « Mr. Putin, did your underestimated Ukraine? » (« M. Poutine, avez-vous sous-estimé l'Ukraine ? »), « Mr. President, what's your message to Vladimir Putin? » (« monsieur le président, quel est votre message pour Vladimir Poutine ? ») et « President Putin, how can the U.S. trust your word? » (« président Poutine, comment les États-Unis peuvent-ils vous faire confiance ? »). À la question d'une journaliste « President Putin, will you stop killing civilians? » (« président Poutine, allez-vous arrêter de tuer les civils ? »), le président russe a fait un geste, semblant indiquer qu'il n'aurait pas entendu,.
Russia 24 a rapporté que le président Trump avait invité Poutine à le rejoindre dans sa propre voiture, à la place de la limousine Aurus prévue. La voiture a conduit les deux dirigeant, aperçus souriant et visiblement sans interprète, vers le lieu de la réunion.

### Réunion bilatérale

Poutine et Trump lors de leurs discussions sur le site du sommet, accompagnés de leurs délégations respectives.

La réunion bilatérale a débuté à 11h32 (heure locale). Elle s'est terminée à 14h18. Une photo des deux hommes a été prise avant la réunion sous une inscription en lettres capitales et en anglais : pursuing peace (« recherche de la paix »). Une question en russe a été lancée pour demander au président russe s'il rencontrerait le président ukrainien, mais Poutine n'a esquissé qu'un demi-sourire. 
Durant ces discussions, il a été rapporté que le président russe aurait souscrit aux allégations de Donald Trump concernant une prétendue fraude en sa défaveur à l'élection présidentielle de 2020, liée au vote par correspondance. Il aurait affirmé que Trump avait « largement » remporté l'élection.
Trump aurait offert à Poutine un cadeau officiel, une statue de pygargue à tête blanche, l'emblème national des États-Unis.
Le déjeuner prévu après la réunion a été annulé. Des détails d'organisation ont été divulgués par la National Public Radio après que des documents (dont un menu et un plan de table) du bureau du chef du protocole des États-Unis ont été retrouvés dans une imprimante d'un hôtel par des clients,,.

### Conférence de presse

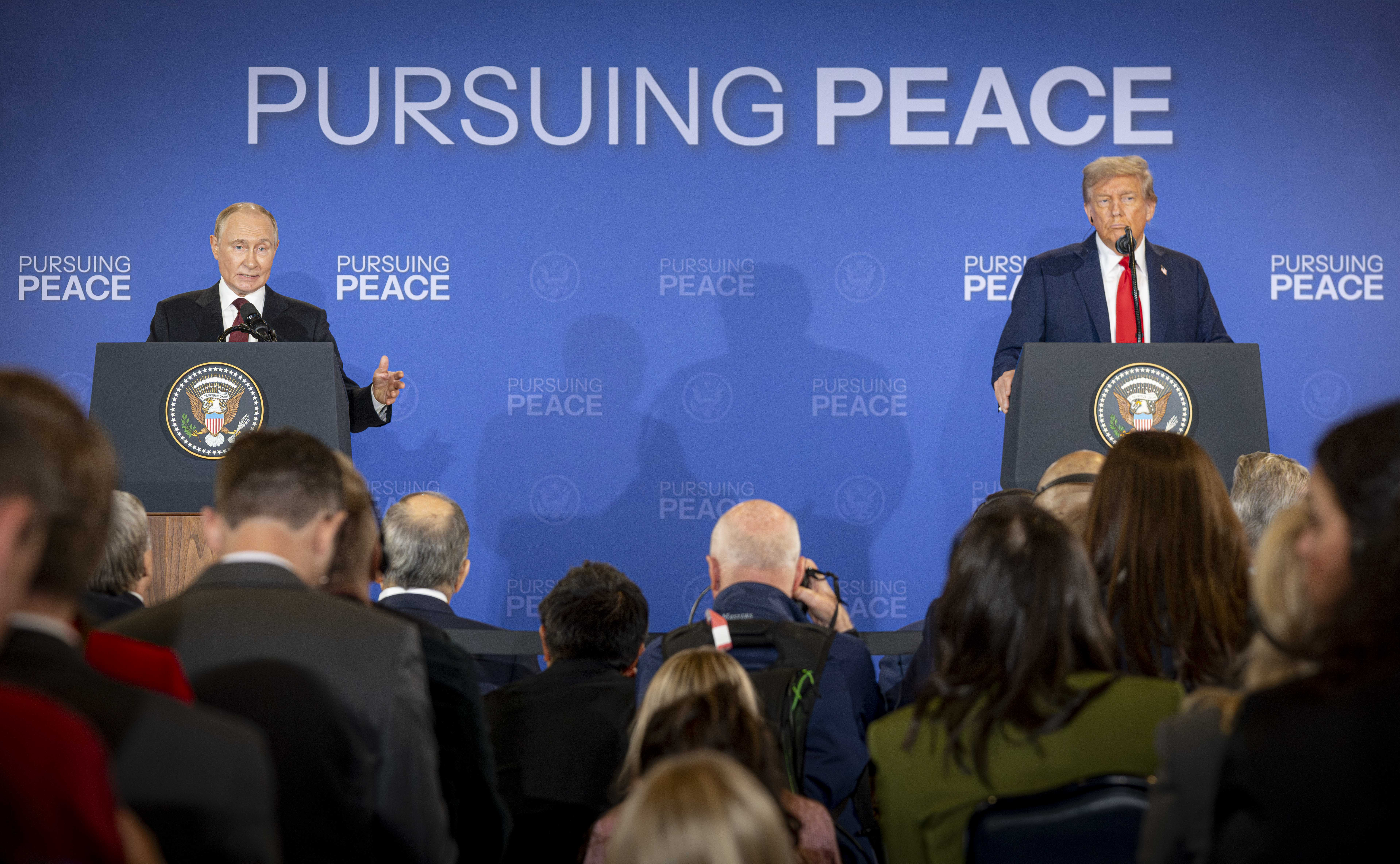
Les deux chefs d'État lors de leur conférence de presse commune.

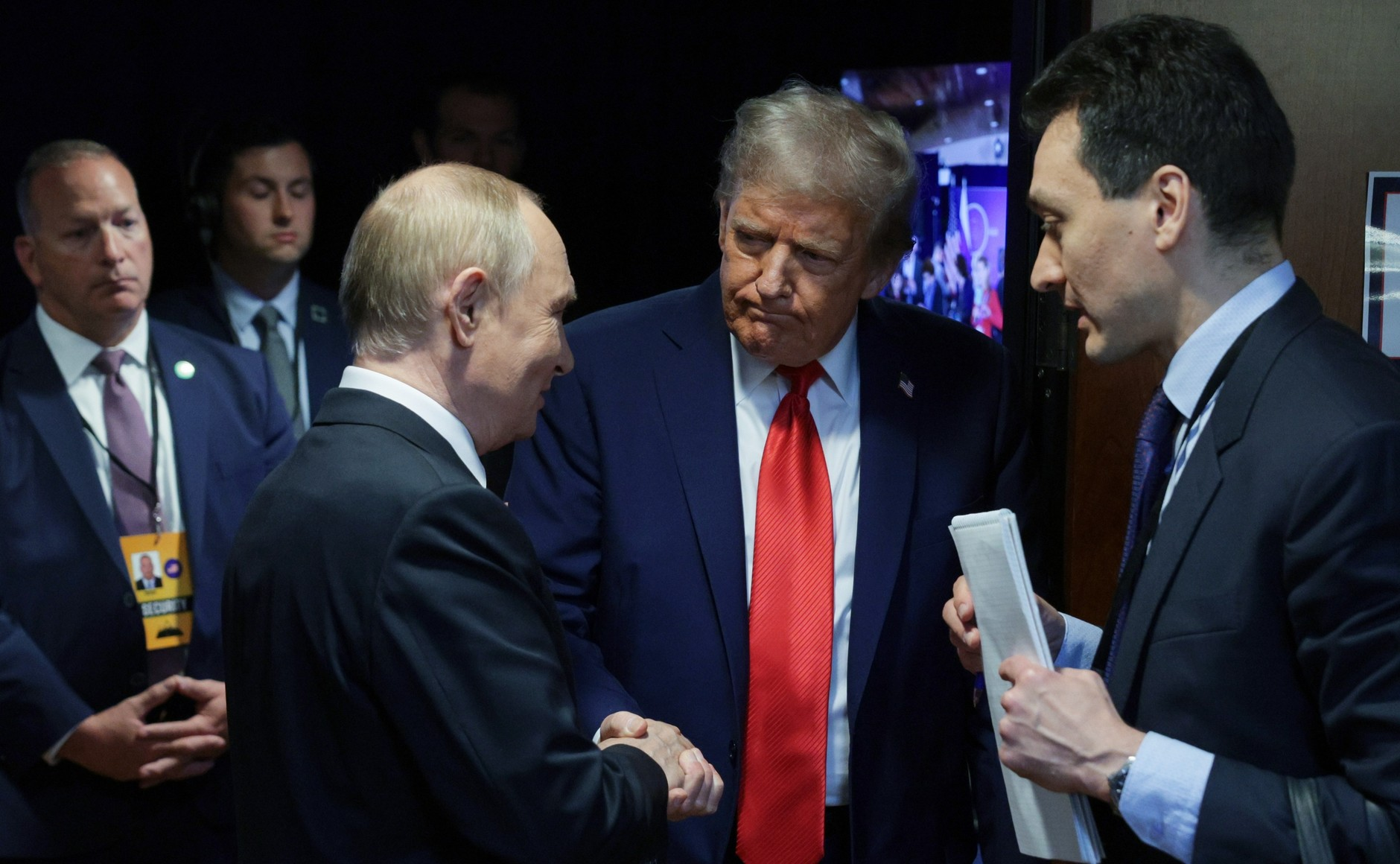
Les deux dirigeants après la conférence de presse commune

À l'issue de la rencontre, les deux chefs d'État ont donné une conférence de presse commune d'une douzaine de minutes qui a commencé à 14h58, sans prendre les questions de la presse.
Prenant la parole en premier (contrairement à l'usage de laisser la priorité au président des États-Unis sur son sol),, et pour la garder durant 70 % de la conférence de presse, Poutine a commencé sa déclaration en reconnaissant que les relations entre la Russie et les États-Unis avaient souffert ces dernières années et qu'une rencontre entre les deux pays était attendue depuis longtemps. Il a souligné que les négociations s'étaient déroulées dans une « atmosphère constructive et mutuellement respectueuse ». Il a consacré une part importante de sa prise de parole à l'histoire des relations entre les États-Unis et la Russie avant de déplorer le conflit en cours avec une « nation sœur » et de le qualifier de « tragédie pour nous, une blessure terrible ». Poutine a également admis la nécessité, avis partagé par le président Trump, d'assurer la sécurité de l'Ukraine, et a émis l'idée que la guerre n'aurait pas débuté si le républicain avait été président en 2022,. Il espère toutefois « éliminer » les « causes profondes » du conflit et que les « Européens n’essaieront pas de saper les progrès escomptés par des provocations ou des intrigues en coulisses ».
Le président Trump a commencé son discours en affirmant avoir « toujours entretenu une relation fantastique avec le président Poutine », mais que celle-ci avait été entravée par le « canular russe » (en anglais : russian hoax). Il a affirmé qu'il restait « très peu » de points à régler, notamment un qui est « probablement le plus important ». Il a ajouté : « Je tiens à remercier M. Poutine, et nous espérons avoir d'autres réunions productives à l'avenir […] Nous nous entretiendrons très prochainement. ». 
Le président russe a réagi immédiatement à cette dernière phrase, en proposant en anglais « next time in Moscow? » (« La prochaine fois à Moscou ? »), ce à quoi Trump à répondu : « That’s an interesting one. I’ll get a little heat on that one, but I could see it possibly happening. » (« C'est intéressant. Je vais m'attirer quelques critiques, mais je pense que c'est tout à fait possible. »).
À l'issue de la conférence de presse, aucun accord formel ni aucun cessez-le-feu n'ont été conclus et aucun des deux dirigeants n'a répondu aux questions de la presse,.

## Réactions
États-Unis : le président Trump a déclaré que la réunion avait été « très productive » et que lui et le président russe « s'étaient mis d'accord sur de nombreux points ». Dans un entretien accordé à Fox News Channel, il déclare ne pas envisager en conséquence de nouvelles sanctions avant « deux ou trois semaines » et souhaiter une future rencontre avec le président de l'Ukraine.
 Russie : de retour du sommet, Vladimir Poutine a qualifié la rencontre d'« opportune », « utile », « sincère » et « substantielle ».
 Ukraine : après avoir été informé des points essentiels de la discussion par le président Trump, le président ukrainien Volodymyr Zelensky a déclaré qu’il se rendrait le lundi suivant à Washington « pour discuter de l’ensemble des détails pour mettre fin aux tueries et à la guerre » et qu'il était « reconnaissant de l’invitation », tout en insistant sur une rencontre bilatérale avec le président russe, avant de réaffirmer qu'« il est important que les Européens soient impliqués à chaque étape afin d’apporter des garanties de sécurité fiables, aux côtés des États-Unis ». Il a ajouté qu'« il est important que la force de l’Amérique ait un impact sur le développement de la situation ». De plus, la presse annonce le 17 août que  accompagneront le président ukrainien à Washington.
 Union européenne et Conseil européen : dans une déclaration commune, la Président de la Commission européenne, Ursula von der Leyen et le président du Conseil européen, António Costa, ainsi que le chancelier fédéral d'Allemagne, Friedrich Merz, le président français, Emmanuel Macron, le Premier ministre britannique, sir Keir Starmer, la présidente du Conseil italien, Giorgia Meloni, le président finlandais, Alexander Stubb et le président du Conseil polonais, Donald Tusk, ont salué « les efforts du président Trump pour arrêter les tueries en Ukraine, mettre fin à la guerre d’agression de la Russie et parvenir à une paix juste et durable ». Ils précisent que « l’étape suivante est de poursuivre les discussions en incluant le président Zelensky » et qu'« il est clair que l'Ukraine doit disposer de garanties de sécurité irréprochables pour défendre efficacement sa souveraineté et son intégrité territoriale. ».
La haute représentante de l'Union européenne pour les affaires étrangères et la politique de sécurité, Kaja Kallas, a dans un communiqué publié quelques heures plus tard, rappelé que la Russie n'avait pas l'intention de « de mettre fin à sa guerre de sitôt » et que seuls les États-Unis « détenaient le pouvoir de forcer la Russie à négocier sérieusement ».
 France : le président de la République française Emmanuel Macron a rappelé séparément « la propension bien établie de la Russie à ne pas tenir ses propres engagements ».
 Royaume-Uni : le Premier ministre du Royaume-Uni, sir Keir Starmer, a remercié le président Trump de « nous avoir rapprochés comme jamais auparavant de la fin de la guerre illégale menée par la Russie en Ukraine ».

## Analyse

### Un sommet sans prise de décision
La BBC relève que le sommet « a soulevé plus de questions qu'il n'a apporté de réponses » (« has yielded more questions than answers ») et observe qu'il se conclut sans accord.
Lors de son intervention finale devant la presse internationale, Poutine n'a fait « aucune promesse, aucune concession et aucun compromis ». Au cours de cette conférence de presse, les deux chefs d'État n'ont d'ailleurs pas répondu aux questions des journalistes et USA Today note en ce qui concerne Trump que « pour un président très présent à la télévision qui répond régulièrement aux questions des journalistes, la sortie précipitée de Trump après la réunion était inhabituelle »,. Pour CNN, il est « évident » qu'aucun accord n'a été conclu : les résultats de la rencontre « sont restés totalement flous après sa fin abrupte ». Pour USA Today, le sommet « n'a abouti à aucune avancée majeure dans les négociations de paix » et Trump a dû « repartir les mains vides ». Le président américain a d'ailleurs reconnu la situation en déclarant évasivement à la suite de l'intervention de Poutine que les parties se sont mises « d'accord sur de nombreux points » sans préciser lesquels ni annoncer la moindre mesure concrète. Il a dû finalement reconnaître qu'il n'y avait pas d'accord : « Nous n'y sommes pas parvenus. Mais nous avons de très bonnes chances d'y parvenir. »,.
Au contraire, Poutine a de son côté laissé entendre qu'il y avait eu un accord en déclarant devant la presse que « la sécurité de l'Ukraine devait être garantie » et qu'il aimerait « espérer que l'accord que nous avons conclu ensemble nous aidera à nous rapprocher de cet objectif et ouvrira la voie à la paix en Ukraine », sans toutefois expliciter ses propos.
Au cours d'un entretien avec Fox News peu après la fin du sommet, Trump a déclaré que c'était maintenant au président ukrainien de conclure un accord. Il a de nouveau affirmé que Poutine et lui étaient « d'accord sur la plupart des points », sauf « un ou deux sujets », mais lorsque la presse lui a demandé de révéler la nature des ces désaccords, Trump a refusé : « No, I'd rather not. » (« Non, je préfère ne pas le faire »),,,. Puis il a déclaré : « je pense que nous sommes assez proches d'un accord. Écoutez, l'Ukraine doit donner son accord. Peut-être qu'elle refusera ».
Le lendemain 16 août, Trump a annoncé sur les réseaux sociaux qu'« il a été décidé à l'unanimité que le meilleur moyen de mettre fin à l'horrible guerre entre la Russie et l'Ukraine était de conclure directement un accord de paix, qui mettrait fin à la guerre, et non un simple accord de cessez-le-feu, qui souvent ne tient pas », ce que CNN qualifie de « fin peu concluante pour un sommet spectaculaire ».

### Maintien des exigences russes
La conférence de presse qui a conclu le sommet a été l'occasion pour Vladimir Poutine de rappeler ses exigences territoriales et internationales, notamment « la reconnaissance de la souveraineté russe sur les régions ukrainiennes de Crimée, Donetsk, Louhansk, Zaporijia et Kherson, ainsi que l'accord de l'Ukraine sur la démilitarisation, la neutralité, l'absence d'intervention militaire étrangère et la tenue de nouvelles élections ». Pour la BBC, « en substance, elles reviennent à une capitulation, inacceptable pour Kiev, mais clairement, même après trois ans et demi de conflit sanglant, toujours primordiale pour Moscou. ». En réponse aux déclarations du président russe, Donald Trump n'a évoqué ni l’Ukraine, ni le cessez-le-feu attendu, ni les sanctions qu'il avait menacé d'infliger à la Russie au cas où les parties ne parviendraient pas à un accord. Lors de son entretien avec un journaliste de Fox News après la fin du sommet, celui-ci lui a rappelé l’avertissement qu'il avait lancé à la Russie au début de la semaine et sa menace de « conséquences graves » pour la Russie au cas où Moscou n’accepterait pas de cessez-le-feu. Mais Trump a préféré atermoyer : « Compte tenu de ce qui s'est passé aujourd'hui, je pense que je n'ai pas à m'en préoccuper Je devrai peut-être y réfléchir dans deux ou trois semaines, mais nous n'avons pas à nous en préoccuper aujourd'hui. Je pense que la réunion s'est très bien déroulée ». Trump a en outre évoqué la nécessité que l'Ukraine s'implique à présent dans la conclusion d'un accord, en mettant selon la presse « la pression » sur le président Zelensky,. Il a indiqué être favorable à une rencontre tripartite avec les présidents russe et ukrainien, « s'ils le souhaitent ».
Selon le politiste russe Andreï Kolesnikov, « la rencontre d’Anchorage n’avait pas pour but de mener de réelles négociations au sujet de l’Ukraine, mais d’envoyer un message tacite : la Russie mène une bataille existentielle contre l’Union européenne et le Royaume-Uni, mais pas contre les États-Unis ». Ainsi Poutine a-t-il obtenu « exactement ce qu’il voulait : il a préservé sa relation avec Donald Trump, donc évité de nouvelles sanctions, tout en obtenant de pouvoir poursuivre les hostilités avec l’Ukraine. Il a ainsi gagné du temps, un temps dont il a besoin pour repousser la ligne de front le plus loin possible vers l’ouest, avant de la geler, à terme, dans le cadre d’un accord. L’autocrate russe ne s’intéresse pas au coût du conflit et refuse catégoriquement toute trêve : il est convaincu de disposer de suffisamment de ressources pour gagner une guerre d’usure ».  
Selon David Salvo, directeur général de l'Alliance for Securing Democracy au German Marshall Fund et ancien membre du Département d'État qui a servi en Russie, on ne trouve rien dans les propos de Poutine « qui indique un quelconque changement dans la position maximaliste de la Russie ». La seule proposition du président russe est d'avoir invité Trump à Moscou, ce qui pour CNN « semblerait exclure Zelensky de la discussion ». Mais Poutine a également profité de la conférence de presse finale pour mettre en garde les Européens et l'Ukraine contre toute tentative de « mettre des bâtons dans les roues [et de conclure] des accords secrets visant à mener des provocations pour torpiller les progrès naissants ». 
Dans l'entretien qu'il a accordé à Fox News après le sommet, Trump laisse entendre « que des échanges de territoires et la sécurité de l'Ukraine ont été négociés » avec Poutine. Interrogé sur d'éventuels échanges de territoires au profit de la Russie, il a répondu :« je pense que ce sont des points que nous avons négociés, et ce sont des points sur lesquels nous nous sommes largement mis d'accord. En fait, je pense que nous nous sommes mis d'accord sur beaucoup de choses ». Il a en outre déclaré croire que Poutine non seulement est favorable à la paix, mais qu'il « veut aussi que cela soit fait » (« he wants to see it done »).
Selon John Herbst, ancien ambassadeur américain en Ukraine, « en présentant cette rencontre comme positive, dans son esprit, [Trump] se libère de la pression de faire payer à la Russie le prix de la poursuite de la guerre. Du moins pour l'instant ». Pour David Salvo, « la grande inconnue est maintenant de savoir si Trump va réellement se montrer ferme envers la Russie, ou s'il va se lancer dans des discussions interminables et laisser la Russie gagner du temps ».

### Le retour de Poutine sur la scène internationale
Selon la presse, l'accueil enthousiaste offert par Trump à Poutine a permis à celui-ci de revenir sur la scène internationale. La BBC observe ainsi que l'accueil offert par Trump « fut un moment remarquable pour Poutine, un dirigeant rejeté par la plupart des pays occidentaux depuis que Moscou a lancé son invasion à grande échelle de l'Ukraine en 2022. Depuis lors, ses déplacements internationaux se sont largement limités aux pays amis de la Fédération de Russie, tels que la Corée du Nord et la Biélorussie. Le simple fait que le sommet en Alaska ait eu lieu était déjà une victoire pour Poutine. Mais cet accueil aura dépassé les rêves les plus fous du Kremlin. En six mois seulement, Poutine est passé du statut de paria de l'Occident à celui d'invité de marque sur le sol américain, accueilli comme un partenaire et un ami. ».
Pour CNN, le sommet montre « de manière décisive le retour de Poutine sur la scène diplomatique ». Le média américain souligne que « le sourire de Poutine alors qu'il regardait par la fenêtre de la limousine de Trump en disait long : après des années d'isolement occidental, il était de retour dans la nation la plus puissante du monde » et conclut que Trump, en décidant « de l'accueillir contribue davantage à éroder les tentatives d'ostracisme diplomatique que ne pourrait le faire n'importe quel autre dirigeant ».
Pour le New York Times, le sommet est un « big win » (« une victoire éclatante ») pour Poutine. La rencontre le sort « de son isolement diplomatique vis-à-vis de l'Occident, et les dirigeants ukrainiens et européens craignent que cela ne lui donne une occasion d'influencer le président américain ». Cette situation conduit d'ailleurs l'administration Trump à se défendre de toute complaisance à l'égard de Poutine, dans les jours qui suivent le sommet, alors que les diplomates européens estiment plutôt qu'il y a eu « retournement complet de Donald Trump par Vladimir Poutine » .

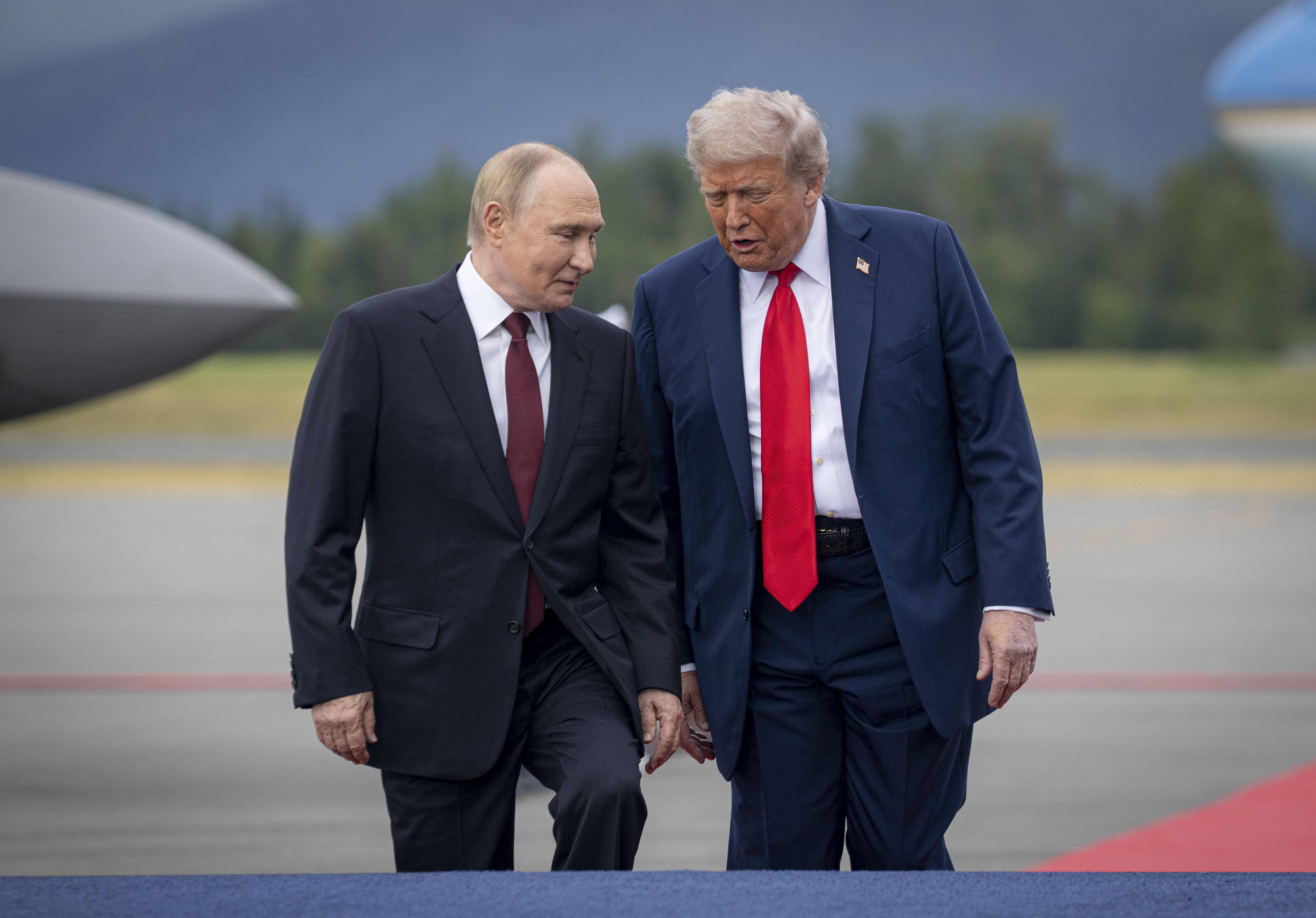
Trump et Poutine sur le tapis rouge.

La délégation russe comptait parmi ses membres le président du Fonds russe d'investissements directs, Kirill Dmitriev, qui avait rencontré en avril à Washington l'envoyé spécial de Trump Steve Witkoff. Poutine a profité de la conférence de presse pour déclarer « que la coopération entre les États-Unis et la Russie en matière d'investissement et d'affaires présente un potentiel énorme » et que les deux pays « ont beaucoup à s'offrir mutuellement dans les domaines du commerce, du numérique, des hautes technologies et de l'exploration spatiale. Nous voyons que la coopération dans l'Arctique est également tout à fait possible. ». Trump a réagi en évoquant les « formidables représentants commerciaux russes » et en déclarant que « tout le monde veut traiter avec nous »,.